# X-MEN:セカンド・カミング
X-MEN：セカンド・カミングはX-MEN:メサイアコンプレックスから続くメシア三部作の最後の作品。

## あらすじ
ケーブルと共に未来へと姿を消したホープが成長し現代に帰還した。それを察知した反ミュータント団体ヒューマンカウンシルを率いるバスチオンがホープ抹殺のために動き出す。
X-MENを率いるサイクロプスはホープを保護するためにウルヴァリンらを派遣する。ケーブル、ホープと合流したウルヴァリンらはホープを逃がすがナイトクローラーがバスチオンからホープをかばい戦死してしまう。マジックや他のテレポーター達も無力化されてしまう。
バスチオンに対し反撃に出るＸ-ＭＥＮだったが逆に手痛い打撃を受け、拠点であるサンフランシスコをドーム状のエネルギーフィールドで覆われ逃げ場をなくしてしまう。 シージで復活を果たしたアベンジャーズが救援に来るがフィールドに阻まれ内部に入ることができなかった。フィールド内では未来から送り込まれたミュータントハンターロボットニムロッドとX-MENの激闘が繰り広げられていた。
ニムロッドを止めるためにサイクロプスはケーブルのタイムマシンを使って精鋭チームを未来世界に送り出すが帰還の保証はなかった。それでもウルヴァリン、アークエンジェル達がニムロッドを生み出すマスターモールドを破壊し、現代のサンフランシスコに現れたニムロッドは活動を停止する。
ホープとローグも加わったニムロッド、バスチオンとの決戦の最中にテクノ・オーガニック・ウィルスを暴走させケーブルたちが現代に帰還した。死にゆく義父をみて覚醒したホープがバスチオンを倒す。
一連の騒動が終了しサイクロプスがセレブロを使うと次々とミュータントの反応が現れる。一方エマはホープにフェニックス・フォースの影を見る。

## 登場人物

### X-MEN
- サイクロプス

X-MENの指導者。ホープこそがミュータントを救うと信じて行動する。
- ナイトクローラー

見える範囲にテレポートできるミュータント。ホープをかばいバスチオンの一撃を受けるが最後の力でホープとサンフランシスコのユートピアにテレポートする。
- ローグ

訓練の末に相手の能力や意識を奪うことなく能力をコピーできるようになった。ホープを守るためにウルヴァリンの爪、アークエンジェルの翼、コロッサスの金属の皮膚、サイロックのテレパスを同時に使用する。
- ケーブル

メサイアコンプレックスのラストでホープを連れ未来へと旅立ったが成長したホープと現代に帰還した。サンフランシスコに侵攻したニムロッドを倒すために再び未来へと赴くき、帰還のために自身に巣食うテクノ・オーガニック・ウィルスを暴走させ死亡する。
- マジック

本名イリアナ・ラスプーチン。コロッサスの妹。テレポーター。Xインフェルナスでリンボから復活したが、ウィリアム・ストライカーにより再びリンボに閉じ込められてしまう。
- マグニートー

X-MENの長年の宿敵だったが数を減らしたミュータントの未来のためにX-MENに協力する。ユートピアにニムロッドが侵攻した際には衰弱した体をおしてこれを撃退した。
- リージョン

プロフェッサーXの息子。統合失調症の最強クラスのミュータントでかつてエイジ・オブ・アポカリプスの引き金を引いた。ミュータントの危機に際して父と共に戦う。
- ホープ

Mデイ以降初めて誕生したミュータントの赤ん坊が成長した姿。自身のためにいかなる犠牲も払おうとするサイクロプスに嫌悪感を抱く。

### ヒューマンカウンシル
- バスチオン

本来はミュータントハンターロボットを生み出すマスターモールドだったがX-MENとの激闘の果てに人間と機械の融合体として生まれ変わった。テクノ・オーガニック・ウィルスを用いてキャメロン・ホッジ、ウィリアム・ストライカーといった反ミュータント主義者を蘇らせる。ミュータント根絶のためにホープを付け狙う。
- キャメロン・ホッジ

かつてアフリカの東海岸にあるジェノーシャでミュータントを奴隷としていたがX-MENに倒された。ミュータントに対抗するために巨大なサソリ型のボディを生み出し異形の姿になった。

### アベンジャーズ
- キャプテン・アメリカ

スティーブ・ロジャースに代わり、かつての相棒であるジェームス・ブキャナン・”バッキー”・バーンズが「キャプテン・アメリカ」の名と盾を引き継いでいる。ドーム状のエネルギーフィールドに覆われたサンフランシスコを解放するために指揮をとる。
- ソー

クロスオーバーシージを経て復活した。ドーム状のエネルギーフィールドを破壊するためにムジョルニアを振るう。

## 日本語版
ヴィレッジブックスから通販限定で販売されている。